# Lex Fannia
La Lex Fannia, così detta dal console Gaio Fannio Strabone, che nel 161 a.C. la propose, era una legge volta a limitare le spese che i romani potevano sostenere durante i giochi romani.

## Descrizione
La legge, proposta dal console e deliberata da un senatoconsulto, fissa il limite di spesa per i pranzi in 10 assi al giorno, tranne in 10 giorni al mese in cui si poteva arrivare a 30 assi di spesa. Durante i Ludi Romani, i Ludi Plebeii e i Saturnalia, tale limite era portato a 100 assi.